# Falconiformes
De Falconiformes zijn een orde van vogels. Deze orde telt maar één familie: de valkachtigen (Falconidae) met 11 geslachten.

## Beschrijving

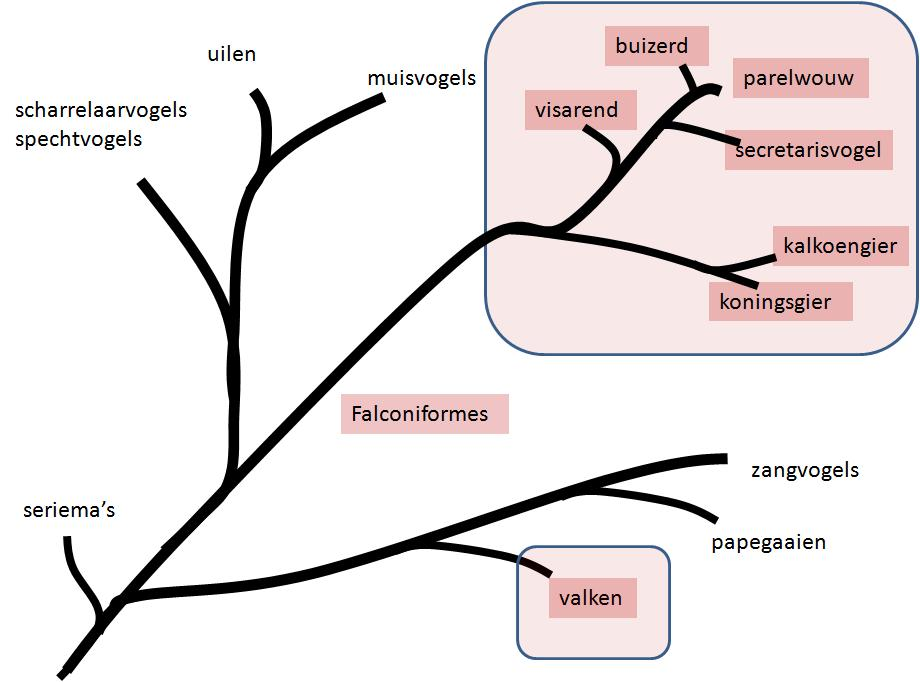
Stamboom volgens Hackett et al. 2008.

De familie van de valkachtigen (Falconidae) werd traditioneel beschouwd als een van de families in de orde Accipitriformes, maar vormt nu een eigen orde. In het uitgebreide, in 2008 gepubliceerde DNA-onderzoek naar de taxonomie van de vogels komen de soorten uit de familie Falconidae als een aparte groep (orde) uit de bus, een orde die dichter bij de ordes van de papegaaiachtigen en de zangvogels staat dan de rest van de roofvogels.

## Taxonomie
- Geslacht †Antarctoboenus
- Familie Falconidae (valkachtigen)
  - Onderfamilie Herpetotherinae
    - Geslacht Herpetotheres
    - Geslacht Micrastur

  - Onderfamilie Polyborinae (Caracara's)
    - Geslacht Caracara
    - Geslacht Daptrius
    - Geslacht Ibycter
    - Geslacht Milvago
    - Geslacht Phalcoboenus
    - Geslacht Spiziapteryx

  - Onderfamilie Falconinae 
    - Geslacht Falco
    - Geslacht Microhierax
    - Geslacht Polihierax
    - Geslacht Neohierax

Accipitriformes (roofvogels en gieren, exclusief valken) · Aegotheliformes (dwergnachtzwaluwen) · Anseriformes (eendachtigen) · Apodiformes (gierzwaluwen en kolibries) · Apterygiformes (kiwi's) · Bucerotiformes (neushoornvogels) · Caprimulgiformes (nachtzwaluwen) · Cariamiformes (seriema's) · Casuariiformes (kasuarissen en emoe) · Charadriiformes (steltloperachtigen) · Ciconiiformes (ooievaarachtigen) · Coliiformes (muisvogels) · Columbiformes (duiven) · Coraciiformes (scharrelaars) · Cuculiformes (koekoekachtigen) · Eurypygiformes (kagoe en zonneral) · Falconiformes (valken en caracara’s) · Galliformes (hoenderachtigen) · Gaviiformes (duikers) · Gruiformes (kraanvogelachtigen) · Leptosomiformes (koerol) · Mesitornithiformes (steltrallen) · Musophagiformes (toerako's) · Nyctibiiformes (reuzennachtzwaluwen) · Opisthocomiformes (hoatzin) · Otidiformes (trappen) · Passeriformes (zangvogels) · Pelecaniformes (pelikanen, reigerachtigen, ibissen en lepelaars) · Phaethontiformes (keerkringvogels) · Phoenicopteriformes (flamingo's) · Piciformes (spechtachtigen) · Podargiformes (kikkerbekken) · Podicipediformes (futen) · Procellariiformes (buissnaveligen) · Psittaciformes (papegaaiachtigen) · Pterocliformes (zandhoenders) · Rheiformes (nandoes) · Sphenisciformes (pinguïns) · Steatornithiformes (vetvogel) · Strigiformes (uilen) · Struthioniformes (loopvogels o.a. struisvogel) · Suliformes (slangenhalsvogels, fregatvogels, aalscholvers en janvangenten) · Tinamiformes (stuithoenders) · Trogoniformes (trogons)

 Portaal Vogels · Indeling van de vogels